# حزب اتحاد مارکسیستی کارگران
حزب اتحاد مارکسیستی کارگران (POUM);(اسپانیایی: Partido Obrero de Unificación Marxista‎) یک حزب کمونیست اسپانیایی در جمهوری دوم اسپانیا بود. این حزب توسط کمونیست‌های طرفدار تروتسکی و حزب کارگران و دهقانان اسپانیا تشکیل شد و در جریان جنگ‌های داخلی اسپانیا فعال بود.
جرج اورول نویسنده معروف انگلیسی با شبه نظامیان این حزب کار می‌کرد و شاهد سرکوبی اعضای این حزب توسط استالینیست‌ها بود.

## شکل‌گیری
در سال ۱۹۳۵ این حزب به عنوان یک حزب کمونیست مخالف، علیه ساختاری که در اتحاد جماهیر شوروی به عنوان کمونیزم ارائه می‌شد توسط آندرو نین و ژاکوین مورین تشکیل شد. این دو بشدت تحت تأثیر ایده‌های لئون تروتسکی به ویژه تئوری انقلاب مستمر او قرار داشتند در نتیجه تصمیم گرفتند که کمونیست‌های چپ تروتسکیست اسپانیا را با بلوک کارگران و دهقانان را با هم ترکیب کنند و بر خلاف خواسته تروتسکی این حزب را تشکیل دادند.

## موقعیت
این حزب بیش از حزب رسمی کمونیست اسپانیا رشد کرد، هم در سطح کشور و هم در کاتالونیا و والنسیا که در آن حزب سوسیالیست متحد کاتالونیا به نمایندگی از حزب اتحاد مارکسیستی کارگران فعال بود.
حزب اتحاد مارکسیستی کارگران به‌شدت با استراتژی جبهه مردمی که توسط ژوزف استالین و کمینترن حمایت می‌شد مخالف بود. با این حال، با جبهه مردمی که توسط مانوئل آزانیا، رهبر جریان اکسیون رپوبلیکا تشکیل شده بود همکاری می‌کرد. این حزب برخی از سیاست‌های رادیکالش را به عنوان برنامه عمل دولت جبهه مردمی ارائه کرد ولی این سیاست‌ها توسط سانتریست‌ها به چالش کشیده شد. جرج اورول که در جنگ‌های داخلی اسپانیا در کنار این حزب می‌جنگید می‌نویسد که در ژوئیه ۱۹۳۶ این حزب ۱۰ هزار عضو داشته‌است و این رقم در ژوئن ۱۹۳۷ به ۴۰ هزار نفر رسیده‌است.

## درگیری‌ها با سایر احزاب
حزب اتحاد مارکسیستی کارگران موضعی مستقل داشت و با استالین مخالفت می‌کرد. این موضع باعث دوری آن از حزب کمونیست می‌شد که وفاداری‌اش را به کمینترن حفظ کرده بود. علاوه بر این، این چند دستگی‌ها باعث به وجود آمدن جنگ میان حامیان آن‌ها شد که مهم‌ترین آن‌ها تهاجم نیروهای دولتی به اعضای حزب در روز کارگر سال ۱۹۳۷ در شهر بارسلون است. این رویارویی‌ها باعث شد که این حزب و بخش بلشویک لنینیست تروتسکیست‌ها منزوی شوند و هر دو به سازمان زیرزمینی روی آوردند. نین بنیان‌گذار حزب دستگیر و توسط مأموران مخفی روسیه در مادرید تا سرحد مرگ شکنجه شد و حزب او در تبلیغات استالینیستی به عنوان تحریک‌کننده متهم شد.

## روابط بین‌المللی
حزب اتحاد مارکسیستی کارگران عضو دفتر لندن بود. این دفتر احزاب سوسیالیست بود که همگی رفرمیزم انترناسیونال دوم و سمت‌گیری انترناسیونال سوم به نفع مسکو را رد می‌کردند. اعضای دیگر این دفتر شامل حزب مستقل کارگر بریتانیا، حزب کارگران و دهقانان سوسیالیست فرانسه و جنبش کارگران یهودی مارکسیست-صهیونیست در لهستان، اروپا و روسیه بودند. شاخه جوانان این حزب به دفتر بین‌المللی سازمان جوانان انقلابی وابسته شد که در جنگ داخلی اسپانیا شرکت داشت.
از دیگر حامیان این حزب لوییس اور را می‌توان نام برد. او عضو گروه شبه نظامی حزب اتحاد مارکسیستی کارگران بود. او و شوهرش، چارلز اور، از حمله استالین در ژوئن سال ۱۹۳۷ جان سالم به در برده بود.

## دوران انتقالی
در دوران انتقال اسپانیا از دیکتاتوری به دمکراسی حزب اتحاد مارکسیستی کارگران در سال ۱۹۷۷ قانونی شد. این امر باعث شد که حزب تجزیه شود. یک بخش از آن که مخالف قانونی شدن بود به تحریم انتخابات سال ۱۹۷۷ فراخوان داد و خواهان بازگشت سریع جمهوری به اسپانیا شد. بخش قانونی حزب با نام جبهه اتحاد کارگران (FUT) در ترکیبی شامل گروه‌های چپ حزب کمونیست در انتخابات شرکت کرد و ۲۲ درصد از آراء داده شده در انتخابات را بدست آورد. نتایج انتخابات به بحرانی برای حزب تبدیل شد.
این حزب به عنوان یک حزب کوچک با دفتری در بارسلون و یک نشریه ماهانه حضورش را ادامه داد. در سال ۱۹۸۰ این حزب آخرین تلاش انتخاباتی اش را انجام داد و از هری باتاسونا در باسک حمایت کرد. این حزب در مشارکت با بخش چپ گروه «برای آزادی ملی» (BEAN - Unitat Popular) در انتخابات کاتالونیا شرکت کرد ولی در ماه مه سال ۱۹۸۰ این حزب اگر چه به صورت رسمی منحل نشده بود، در نشریه ماهانه‌اش La Batalla اعلام کرد که دیگر به عنوان یک حزب سازمان‌یافته وجود خارجی ندارد. بقایای شاخه والنسیای حزب تا سال ۱۹۸۱ فعال باقی ماندند. اعضای سابق این حزب بنیاد آندرو نین را تشکیل دادند تا میراث فکری و ایدئولوژیکی حزب خود را حفظ کنند.

## رفرانس‌های فرهنگی
جرج اورول نویسنده انگلیسی در کنار اعضای حزب مستقل کارگر که بخشی از حزب اتحاد مارکسیستی کارگران بود می‌جنگید. او در کتاب «ادای احترام به کاتالونیا» تجاربش را با این حزب بازگو می‌کند.
فیلم «زمین و آزادی» تهیه شده توسط «کن لوچ» در مورد ماجراهای گروهی از اعضای این حزب است که در جنگ‌های داخلی اسپانیا با الگو برداری از اعضای حزب کمونیست بریتانیا می‌جنگیدند. این فیلم به سیاست اتحاد جماهیر شوروی در جنگ داخلی اسپانیا نیز می‌پردازد.
حزب اتحاد مارکسیستی کارگران به‌طور مختصر در رمان علمی تخیلی جو هالدمان بنام «جنگ برای همیشه» نیز تصویر شده‌است.
ویکتور سرژ کتاب «نیمه شب قرن» خود را به آندرو نین و دیگر رهبران حزب که جان خود را از دست دادند تقدیم کرده‌است.
ارنست همینگوی نیز در صفحه ۲۴۷ کتاب «زنگ‌ها برای که به صدا در می‌آیند» در مورد حزب اتحاد مارکسیستی کارگران مطالبی را نوشته‌است.